# Campeonato Mundial de Waterpolo Masculino de 2011
El XIV Campeonato Mundial de Waterpolo Masculino se celebró en Shanghái (China) entre el 17 y el 31 de julio de 2011 dentro del XIV Campeonato Mundial de Natación. El evento fue organizado por la Federación Internacional de Natación (FINA) y la Federación China de Natación. 
El torneo se realizó en las instalaciones del Centro de Deportes Acuáticos de Shanghái. Participaron en total 16 selecciones nacionales divididas en 4 grupos.

## Grupos
| Grupo A    | Grupo B   | Grupo C | Grupo D        |
| ---------- | --------- | ------- | -------------- |
| Hungría    | Serbia    | Brasil  | Estados Unidos |
| Kazajistán | Rumanía   | Japón   | Italia         |
| Montenegro | China     | Croacia | Alemania       |
| España     | Australia | Canadá  | Sudáfrica      |

## Fase preliminar
- Todos los partidos en la hora local de Shanghái (UTC+6).

El primer equipo de cada grupo pasa directamente a los cuartos de final. Los equipos clasificados en segundo y tercer puesto tienen que disputar primero la clasificación a cuartos. Los equipos restantes juegan entre sí por los puestos 13 a 16.

### Grupo A
| Equipo     | J | G | E | P | GF | GC | DG  | PTS |
| ---------- | - | - | - | - | -- | -- | --- | --- |
| Hungría    | 3 | 3 | 0 | 0 | 39 | 26 | +13 | 6   |
| Montenegro | 3 | 2 | 0 | 1 | 35 | 23 | +12 | 4   |
| España     | 3 | 1 | 0 | 2 | 36 | 26 | +10 | 2   |
| Kazajistán | 3 | 0 | 0 | 3 | 15 | 50 | -35 | 0   |

- Resultados

| Fecha | Hora  | Partido    | Partido | Partido    | Resultado |
| ----- | ----- | ---------- | ------- | ---------- | --------- |
| 18.07 | 09:30 | Hungría    | -       | Montenegro | 11-10     |
| 18.07 | 10:50 | Kazajistán | -       | España     | 5-18      |
| 20.07 | 18:20 | España     | -       | Montenegro | 7-9       |
| 20.07 | 19:40 | Hungría    | -       | Kazajistán | 16-5      |
| 22.07 | 17:00 | Hungría    | -       | España     | 12-11     |
| 22.07 | 18:20 | Kazajistán | -       | Montenegro | 5-16      |

### Grupo B
| Equipo    | J | G | E | P | GF | GC | DG  | PTS |
| --------- | - | - | - | - | -- | -- | --- | --- |
| Serbia    | 3 | 3 | 0 | 0 | 41 | 19 | +22 | 6   |
| Australia | 3 | 2 | 0 | 1 | 30 | 27 | +3  | 4   |
| Rumanía   | 3 | 1 | 0 | 2 | 27 | 31 | -4  | 2   |
| China     | 3 | 0 | 0 | 3 | 22 | 43 | -21 | 0   |

- Resultados

| Fecha | Hora  | Partido   | Partido | Partido   | Resultado |
| ----- | ----- | --------- | ------- | --------- | --------- |
| 18.07 | 12:10 | Rumanía   | -       | Australia | 8-9       |
| 18.07 | 21:00 | Serbia    | -       | China     | 17-5      |
| 20.07 | 09:30 | Serbia    | -       | Rumanía   | 12-5      |
| 20.07 | 21:00 | Australia | -       | China     | 12-7      |
| 22.07 | 19:40 | Serbia    | -       | Australia | 12-9      |
| 22.07 | 21:00 | Rumanía   | -       | China     | 14-10     |

### Grupo C
| Equipo  | J | G | E | P | GF | GC | DG  | PTS |
| ------- | - | - | - | - | -- | -- | --- | --- |
| Croacia | 3 | 3 | 0 | 0 | 43 | 16 | +27 | 6   |
| Canadá  | 3 | 2 | 0 | 1 | 30 | 27 | +3  | 4   |
| Japón   | 3 | 1 | 0 | 2 | 25 | 40 | -15 | 2   |
| Brasil  | 3 | 0 | 0 | 3 | 25 | 40 | -15 | 0   |

- Resultados

| Fecha | Hora  | Partido | Partido | Partido | Resultado |
| ----- | ----- | ------- | ------- | ------- | --------- |
| 18.07 | 13:30 | Brasil  | -       | Croacia | 5-14      |
| 18.07 | 17:00 | Japón   | -       | Canadá  | 5-11      |
| 20.07 | 10:50 | Canadá  | -       | Croacia | 4-11      |
| 20.07 | 12:10 | Brasil  | -       | Japón   | 11-13     |
| 22.07 | 09:30 | Brasil  | -       | Canadá  | 9-13      |
| 22.07 | 10:50 | Japón   | -       | Croacia | 7-18      |

### Grupo D
| Equipo         | J | G | E | P | GF | GC | DG  | PTS |
| -------------- | - | - | - | - | -- | -- | --- | --- |
| Italia         | 3 | 3 | 0 | 0 | 32 | 12 | +20 | 6   |
| Alemania       | 3 | 2 | 0 | 1 | 31 | 22 | +9  | 4   |
| Estados Unidos | 3 | 1 | 0 | 2 | 32 | 20 | +12 | 2   |
| Sudáfrica      | 3 | 0 | 0 | 3 | 12 | 53 | -41 | 0   |

- Resultados

| Fecha | Hora  | Partido        | Partido | Partido   | Resultado |
| ----- | ----- | -------------- | ------- | --------- | --------- |
| 18.07 | 18:20 | Estados Unidos | -       | Alemania  | 7-9       |
| 18.07 | 19:40 | Italia         | -       | Sudáfrica | 17-1      |
| 20.07 | 13:30 | Sudáfrica      | -       | Alemania  | 8-16      |
| 20.07 | 17:00 | Estados Unidos | -       | Italia    | 5-8       |
| 22.07 | 12:10 | Estados Unidos | -       | Sudáfrica | 20-3      |
| 22.07 | 13:30 | Italia         | -       | Alemania  | 7-6       |

## Fase final
- Todos los partidos en la hora local de Shanghái (UTC+6).

|  | Clasif. a cuartos | Clasif. a cuartos |            |        | Cuartos de final | Cuartos de final |         |              | Semifinales  | Semifinales |  |  | Final       | Final       |
|  | 24 de julio       | 24 de julio       |            |        | 26 de julio      | 26 de julio      |         |              | 28 de julio  | 28 de julio |  |  | 30 de julio | 30 de julio |
|  |                   |                   |            |        |                  |                  |         |              |              |             |  |  |             |             |
|  |                   |                   |            |        |                  |                  |         |              |              |             |  |  |             |             |
|  |                   |                   |            |        |                  |                  |         |              |              |             |  |  |             |             |
|  | Croacia           | 9                 |            |        |                  |                  |         |              |              |             |  |  |             |             |
|  | Croacia           | 9                 | Montenegro | 8      |                  |                  |         |              |              |             |  |  |             |             |
|  |                   | Montenegro        | Montenegro | 8      | 6                |                  |         |              |              |             |  |  |             |             |
|  | Rumanía           | Montenegro        | 4          |        | 6                | Croacia          | 8       |              |              |             |  |  |             |             |
|  | Rumanía           |                   | 4          |        |                  | Croacia          | 8       |              |              |             |  |  |             |             |
|  |                   |                   |            | Italia | 9                |                  |         |              |              |             |  |  |             |             |
|  | Italia            | 10                |            | Italia | 9                |                  |         |              |              |             |  |  |             |             |
|  | Italia            | 10                | España     | 9      |                  |                  |         |              |              |             |  |  |             |             |
|  |                   | España            | España     | 9      | 6                |                  |         |              |              |             |  |  |             |             |
|  | Australia         | España            | 8          |        | 6                | Italia           | 8       |              |              |             |  |  |             |             |
|  | Australia         |                   | 8          |        |                  | Italia           | 8       |              |              |             |  |  |             |             |
|  |                   |                   |            | Serbia | 7                |                  |         |              |              |             |  |  |             |             |
|  | Hungría           | 9                 |            | Serbia | 7                |                  |         |              |              |             |  |  |             |             |
|  | Hungría           | 9                 | Canadá     | 4      |                  |                  |         |              |              |             |  |  |             |             |
|  |                   | Estados Unidos    | Canadá     | 4      | 8                |                  |         |              |              |             |  |  |             |             |
|  | Estados Unidos    | Estados Unidos    | 17         |        | 8                | Hungría          | 14      | Tercer lugar | Tercer lugar |             |  |  |             |             |
|  | Estados Unidos    |                   | 17         |        |                  | Hungría          | 14      | Tercer lugar | Tercer lugar |             |  |  |             |             |
|  |                   |                   |            | Serbia | 15               |                  |         |              |              |             |  |  |             |             |
|  | Serbia            | 9                 |            | Serbia | 15               |                  |         |              |              |             |  |  |             |             |
|  | Serbia            | 9                 | Japón      | 6      |                  |                  | Croacia | 12           |              |             |  |  |             |             |
|  |                   | Alemania          | Japón      | 6      | 4                |                  | Croacia | 12           |              |             |  |  |             |             |
|  | Alemania          | Alemania          | 8          |        | 4                | Hungría          | 11      |              |              |             |  |  |             |             |
|  | Alemania          |                   | 8          |        |                  | Hungría          | 11      |              |              |             |  |  |             |             |

### Clasificación a cuartos
| Fecha | Hora  | Partido    | Partido | Partido        | Resultado |
| ----- | ----- | ---------- | ------- | -------------- | --------- |
| 24.07 | 12:10 | Montenegro | -       | Rumanía        | 8-4       |
| 24.07 | 15:30 | España     | -       | Australia      | 9-8       |
| 24.07 | 16:50 | Canadá     | -       | Estados Unidos | 4-17      |
| 24.07 | 21:00 | Japón      | -       | Alemania       | 6-8       |

### Cuartos de final
| Fecha | Hora  | Partido | Partido | Partido        | Resultado |
| ----- | ----- | ------- | ------- | -------------- | --------- |
| 26.04 | 14:00 | Hungría | -       | Estados Unidos | 9-8       |
| 26.04 | 15:20 | Serbia  | -       | Alemania       | 9-4       |
| 26.04 | 16:40 | Croacia | -       | Montenegro     | 9-6       |
| 26.04 | 21:00 | Italia  | -       | España         | 10-6      |

### Semifinales
| Fecha | Hora  | Partido | Partido | Partido | Resultado |
| ----- | ----- | ------- | ------- | ------- | --------- |
| 28.07 | 16:50 | Hungría | -       | Serbia  | 14-15     |
| 28.07 | 21:00 | Croacia | -       | Italia  | 8-9       |

### Tercer lugar
| Fecha | Hora  | Partido | Partido | Partido | Resultado |
| ----- | ----- | ------- | ------- | ------- | --------- |
| 30.07 | 16:00 | Hungría | -       | Croacia | 11-12     |

### Final
| Fecha | Hora  | Partido | Partido | Partido | Resultado |
| ----- | ----- | ------- | ------- | ------- | --------- |
| 30.07 | 21:00 | Serbia  | -       | Italia  | 7-8       |

## Medallero
|        |        |         |
| Italia | Serbia | Croacia |

## Estadísticas

### Clasificación general
| 1. Italia         |
| 2. Serbia         |
| 3. Croacia        |
| 4. Hungría        |
| 5. España         |
| 6. Estados Unidos |
| 7. Montenegro     |
| 8. Alemania       |
| 9. Australia      |
| 10. Canadá        |
| 11. Japón         |
| 12. Rumanía       |
| 13. Kazajistán    |
| 14. Brasil        |
| 15. China         |
| 16. Sudáfrica     |

### Máximos goleadores
| Núm. | Nombre                | País    | Goles |
| ---- | --------------------- | ------- | ----- |
| 1    | Cosmin Alexandru Radu | Rumania | 20    |
| 2    | Filip Filipović       | Serbia  | 19    |
| 3    | Miho Bošković         | Croacia | 15    |
| 4    | Péter Biros           | Hungría | 14    |
| 4    | Norbert Madaras       | Hungría | 14    |